# Щёткин, Юрий Леонтьевич
Щёткин Юрий Леонтьевич (1919—1995) — советский энтомолог (лепидоптеролог), путешественник, член Российского энтомологического общества.

## Биография
Родился в 1919 году в Симбирске. С детства перенял от отца увлечение биологией и энтомологией в частности. С детства начал интересоваться различными насекомыми, особенно бабочками и их коллекционированием. В 1937 году вместе с родителями переехал в Самарканд (Узбекистан). Здесь он продолжил свои сборы в коллекцию чешуекрылых. Перед Великой Отечественной войной поступил на биологический факультет Самаркандского университета, который он не успел закончить из-за начавшейся войны. Был призван в армию, где служил в советской группировке войск в Иране.
После окончания войны в 1945 году вернулся в Самарканд и продолжил своё прерванное обучение в университете, которое окончил в 1948 году. После этого переехал в Душанбе и начал работать на должности научного сотрудника Института зоологии и паразитологии Таджикской Академии Наук. Занимался вопросами прикладной энтомологии. В 1949 году предпринял первую большую энтомологическую экспедицию в Тигровую балку, где им была собрана обширная коллекция чешуекрылых. В институте начал заниматься вопросами защиты растений от насекомых, прикладной энтомологией, а позднее целиком занялся изучением фауны и систематики чешуекрылых Таджикистана, которая на тот момент оставалась плохо изученной. В этот период он совершил многочисленные экспедиции по горным хребтам Таджикистана, неоднократно путешествовал в Вахшской долине и другим регионам Средней Азии. В 1957 и 1960 годах совершил энтомологические экспедиции на хребет Хозратишох.

## Научная деятельность
В 1960-е годы опубликовал обобщающие работы по фауне чешуекрылых Таджикистана, в частности по Вахшской долине и Южному Таджикистану.
Щёткин описал целый ряд новых таксонов чешуекрылых (преимущественно Rhopalocera). Многие работы проводил совместной со своей женой — В. И. Дегтярёвой, также видным энтомологом. Сын — Ю. Ю. Щёткин, перенял увлечение энтомологией и лепидоптерологией и продолжил исследования фауны и систематики бабочек Средней Азии.

### Основные труды
Опубликовал около 200 научных работ, преимущественно по чешуекрылым Средней Азии.
- 1960. Щеткин Ю. Л. Высшие чешуекрылые Вахшской долины (Таджикистан). Часть 1. Lepidoptera (Rhopalocera и Heterocera).- Изд-во АН Тадж. ССР.- 303 с.
- 1963. Щеткин Ю. Л. К фауне высших чешуекрылых низкогорий Южного Таджикистана (Rhopalocera).- Тр. Ин-та зоологии и паразитологии АН Тадж. ССР, т. 24: 21-71.
- 1965. Щеткин Ю. Л. Высшие чешуекрылые песков Вахшской долины (Lepidoptera, Rhopalocera и Heterocera).- Душанбе, 193 с.
- 1968. Щеткин Ю. Л. К распространению Agrotinae в Южном Таджикистане. // В кн.: Ущелье Кондара.- Душанбе, кн. 2, с. 133—138.
- 1975. Щеткин Ю. Л., Щеткин Ю. Ю. Виды Papilionidae и Pieridae бассейна р. Сурхоб в Таджикистане (Lepido-ptera). // В сб. Энтомология Таджикистана.- Душанбе, изд-во «Дониш», c. 142—160.
- 1975. Дегтярева В. И., Щеткин Ю. Л. Голубянка Христофа — Plebejus christophi Stgr. в Таджикистане (Lepidoptera, Lycaenidae). // В сб: Энтомология Таджикистана. — Душанбе, изд-во «Дониш», с. 120—125.